# División Ávila
La División «Ávila» fue una división del Ejército franquista que combatió en la Guerra Civil Española.

## Historial
La división fue creada a finales de 1936 a partir del antiguo «sector Norte» y quedó bajo el mando del coronel Ricardo Serrador. En diciembre quedaría integrada en el recién creado I Cuerpo de Ejército —o de Madrid— junto a la División reforzada de Madrid y la división «Soria». El 10 de marzo de 1937 el mando de la unidad pasó al general José Enrique Varela. Para esa época la unidad estaba compuesta por 20.027 hombres y 89 piezas de artillería. No llegó a intervenir en operaciones militares de relevancia. El 23 de mayo de 1937 la unidad fue reestructurada y renombrada como 75.ª División.